# Extrusothecium
Extrusothecium — рід грибів. Назва вперше опублікована 1996 року.

## Класифікація
До роду Extrusothecium відносять 3 види:
- Extrusothecium cafferum
- Extrusothecium caffrum
- Extrusothecium kobense